# 時間変動バラエティー アキトム! ( )
時間変動バラエティー アキトム! ( )（じかんへんどうバラエティー アキトム! かっこ）は、2006年4月に放送を開始し、2007年9月まで放送された北海道放送（HBCラジオ）日曜夕方のラジオ番組。番組タイトルの括弧の中身は毎回変わる。

## 番組概要
同局の「ベストテンほっかいどう」の流れを汲む番組で、日曜日の「HBCスーパーベースボール サンデーファイターズ」終了後（所定午後4時）～午後6時30分までの生放送。
番組の内容は2005年のナイターシーズンに放送された「期間限定バラエティー アキトム! (仮)」とほぼ同じだが、一部コーナーの追加が行われている。
2006年10月から2007年3月までのナイターオフシーズンは「期間延長バラエティー アキトム! DX」として午後の1時から5時まで放送された。
2007年秋の改編より「継続断行バラエティー アキトム! (編成困惑)」という番組名に変更され、日曜日の14:00～17:00の放送となった。

## 出演者
- 小橋亜樹（アキ）
- 中野智樹（トム）

## 関連番組
- ベストテンほっかいどう
- 期間限定バラエティー アキトム! (仮) - 前身番組